# Comallo
Comallo is een dorp in het departement Pilcaniyeu van de Argentijnse Rio Negro provincie.

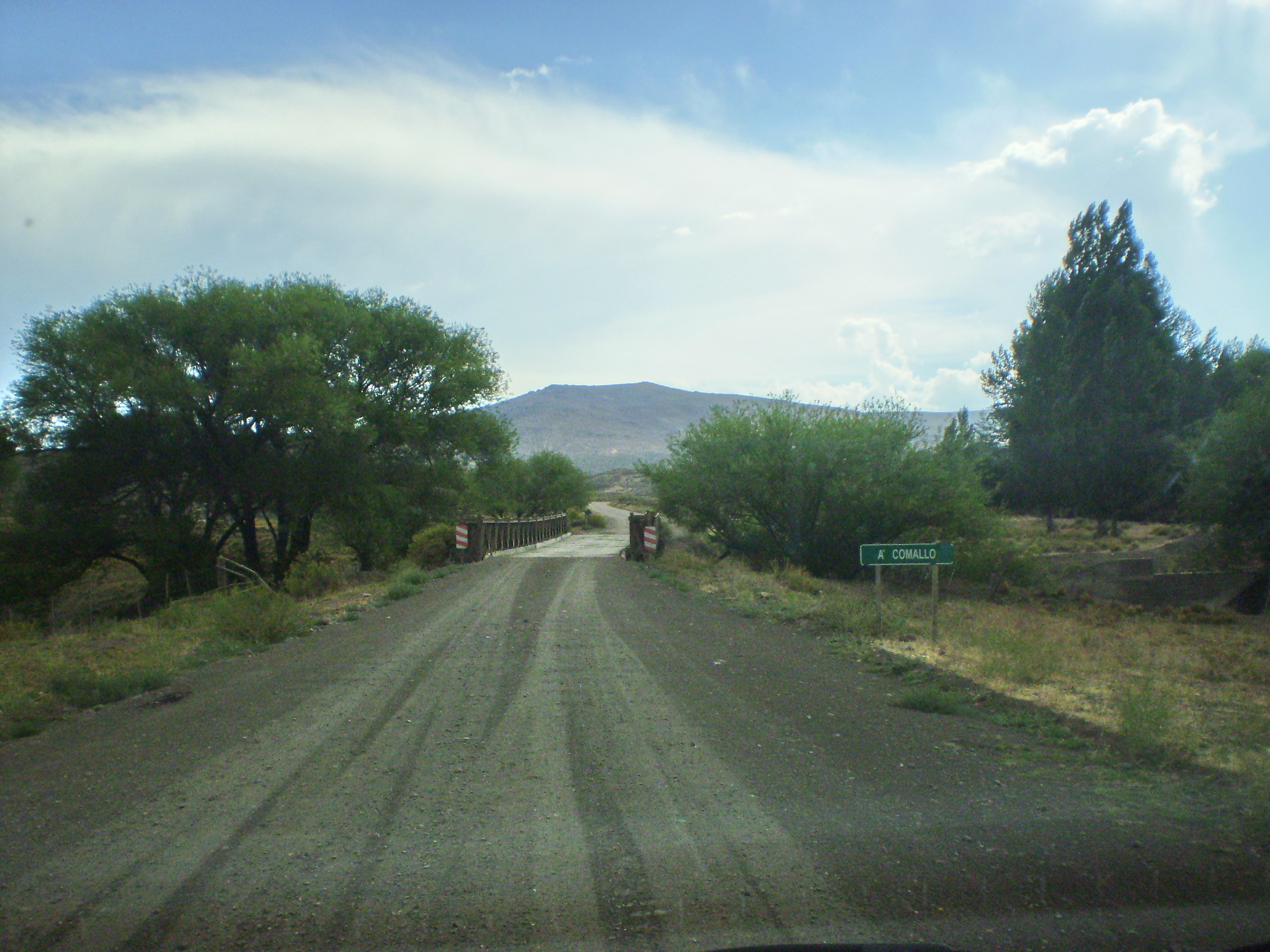
wegwijzer naar Comallo op de RN 23

## Transport
Comallo ligt op de RN 23 ongeveer 120 km ten oosten van de departementshoofdstad Bariloche. Ook heeft het spoorbedrijf Servicios Ferroviarios Patagónico er een spoorstation.

## Bevolking

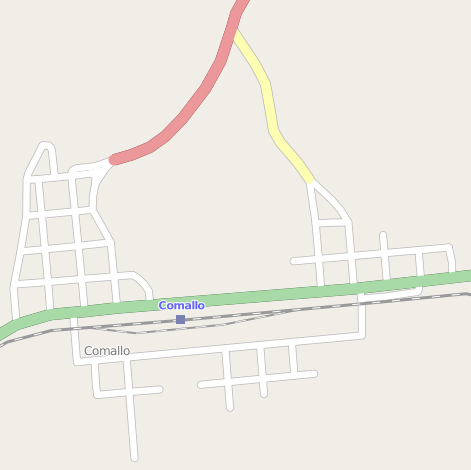
kaart van Comallo

Tijdens een volkstelling door de INDEC (Instituto Nacional de Estadística y Censos) in 2001 was het inwonersaantal 1251, een stijging van 12,5 % ten opzichte van 1125 tijdens de vorige volkstelling in 1991. In 2012 was dit inwonersaantal gestegen tot 1306.